# St. Martin (Trochtelfingen)

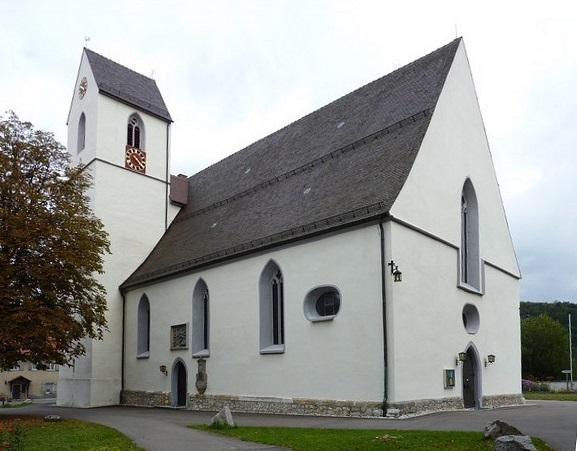
St. Martin, Trochtelfingen

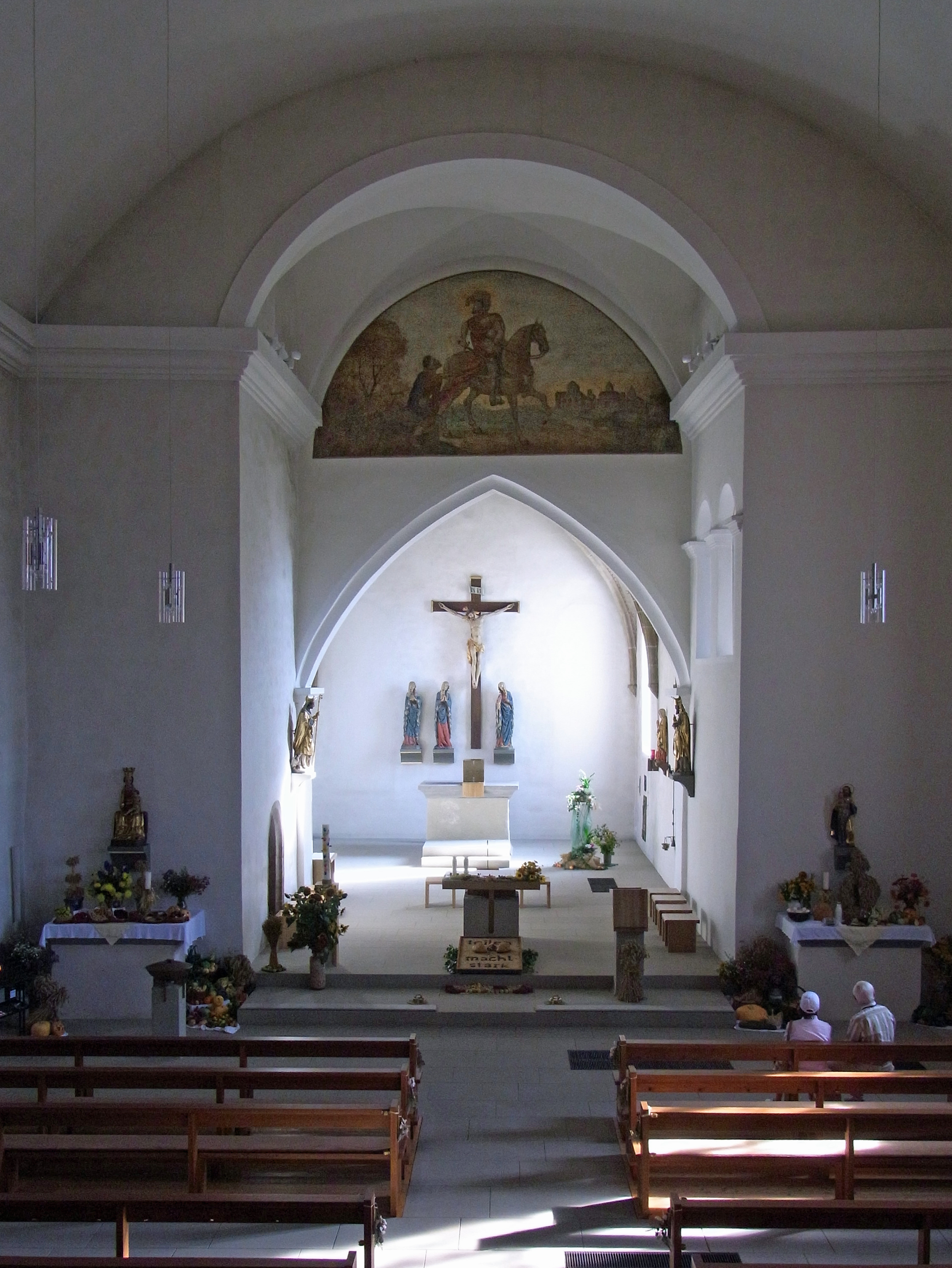
Inneres; Chorbogen mit Martinsfresko (1823)

St. Martin ist die römisch-katholische Kirche in Trochtelfingen im baden-württembergischen Landkreis Reutlingen.

## Geschichte
Die erste Trochtelfinger Kirche entstand um 700 als Pfarr- und Taufkirche im Zuge der fränkischen Mission (Urpfarrei) und erhielt den Namen des Reichsheiligen St. Martin. Von einem romanischen Bau des 12. Jahrhunderts ist der untere Teil des Turms bis heute vorhanden.
Von 1316 bis 1534 war Trochtelfingen Residenz der Grafen von Werdenberg, die die Kirche zu ihrer Grablege machten.
Im Thronfolgekrieg zwischen Ludwig von Bayern und Friedrich von Habsburg wurden Stadt und Kirche 1320 zerstört. Beim Wiederaufbau unter Heinrich von Werdenberg entstand eine gotische Kirche, von der heute noch Chor und Turmobergeschoss erhalten sind. 1364 wurde das Beinhaus (St.-Michaels-Kapelle) an der Südseite angebaut.
1451 ließ Eberhard von Werdenberg das heutige spätgotische, einschiffige Langhaus errichten. Ab 1501 bestand bei St. Martin ein Kollegiatstift. 1534 fiel Trochtelfingen durch Erbgang an die Grafen von Fürstenberg und blieb in der Reformation katholisch. 1806 kam die Stadt an Hohenzollern-Sigmaringen.
1823 wurde die bemalte Holzdecke des Langhauses durch ein Tonnengewölbe ersetzt, das zusammen mit weiteren Umgestaltungen („Vor-Chorjoch“) den heutigen klassizistischen Raumeindruck erzeugt.
1880 kam eine neugotische Ausstattung in die Kirche, die bei der Umgestaltung 1962/63 wieder entfernt wurde. Bei einer Renovierung 1931/32 wurden die Fresken des Chorgewölbes aus dem 14. Jahrhundert – Majestas Domini und Lamm Gottes mit Evangelistensymbolen, Sonne, Mond und Sternen – und das Seitenwandfresko Weltgericht von 1480 entdeckt und freigelegt.
1981 erhielt die Kirche eine neue mechanische Schleifladenorgel des Orgelbauers Stehle aus Haigerloch-Bittelbronn mit 23 Registern auf zwei Manualen und Pedal. Das neugotische, zweiteilige Gehäuse der Vorgängerorgel wurde beibehalten.
Die jüngste Renovierung der  Kirche erfolgte 2002/2003, unter anderem mit Errichtung eines neuen Altars.

## Ausstattung
St. Martin ist vor allem durch die Reste der spätmittelalterlichen Innenausstattung bedeutend.

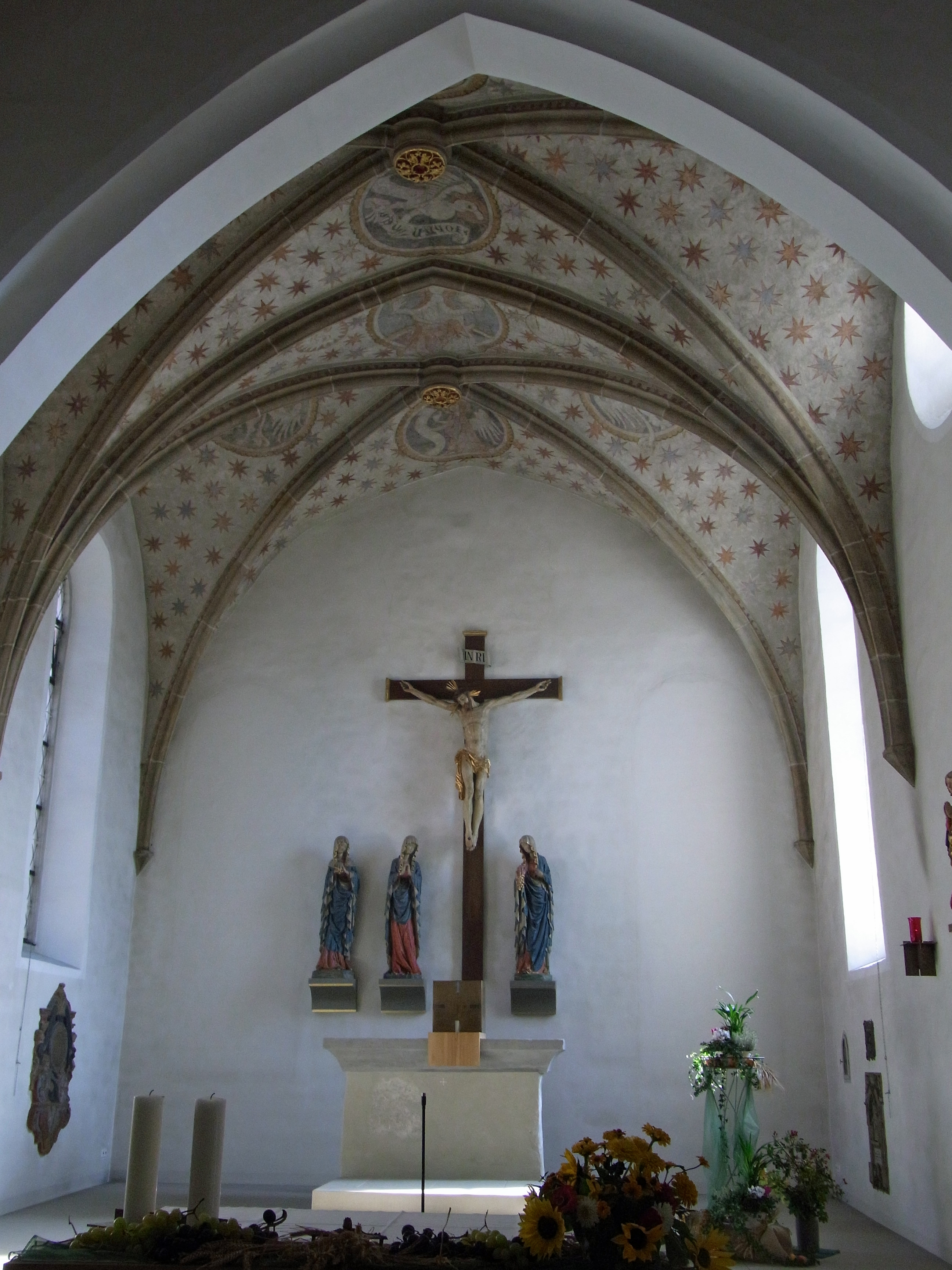
Gotischer Chor mit Gewölbefresken (nach 1320) und Kreuzigungsgruppe (um 1430)
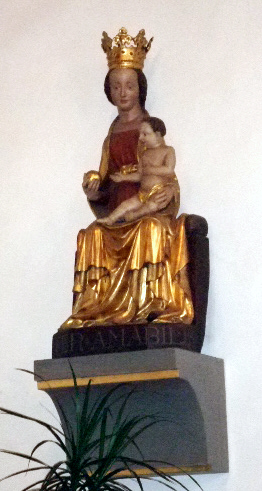
Sitzende Muttergottes mit Kind, um 1420
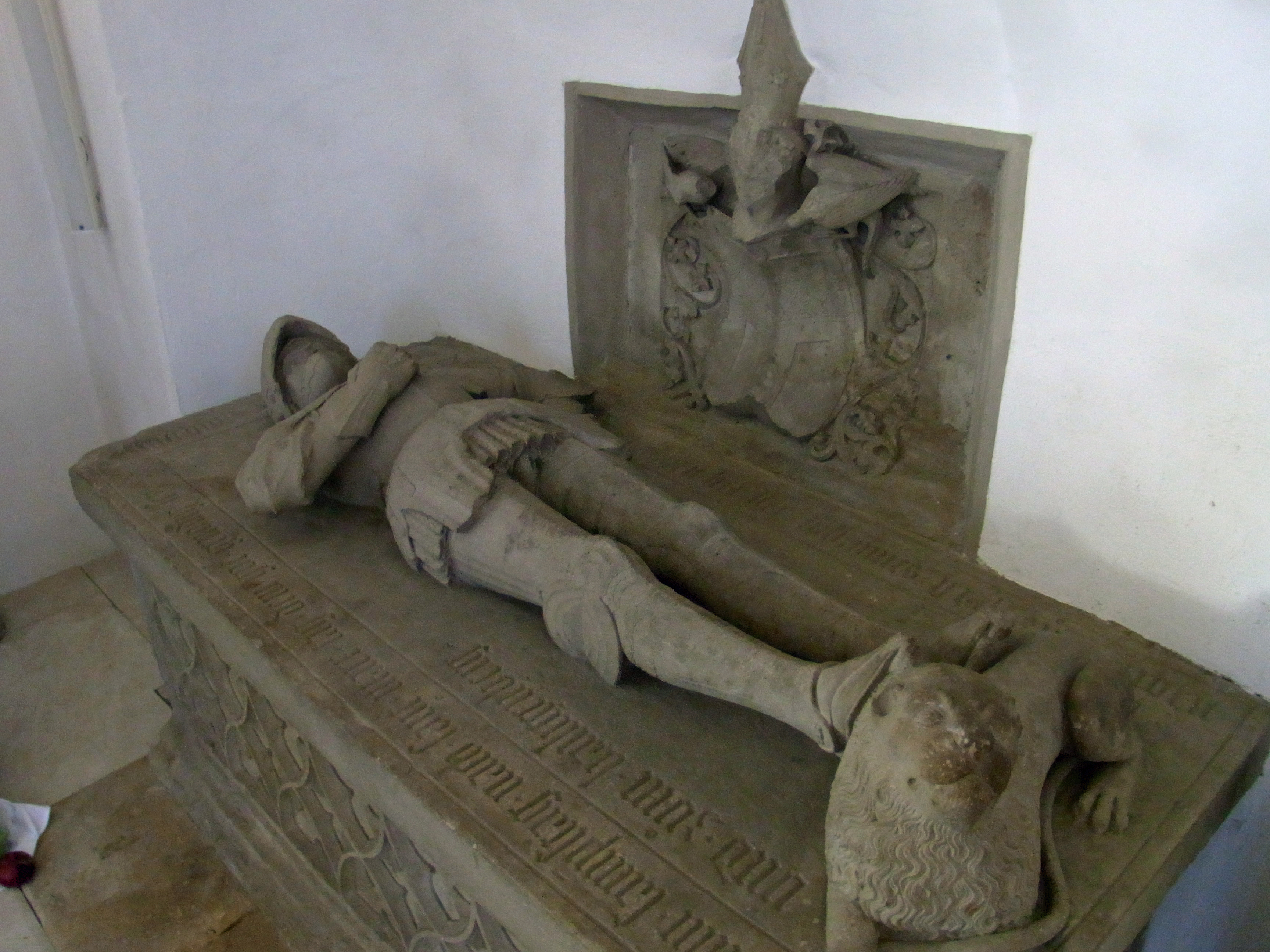
Grabmal Johanns von Werdenberg, 1465
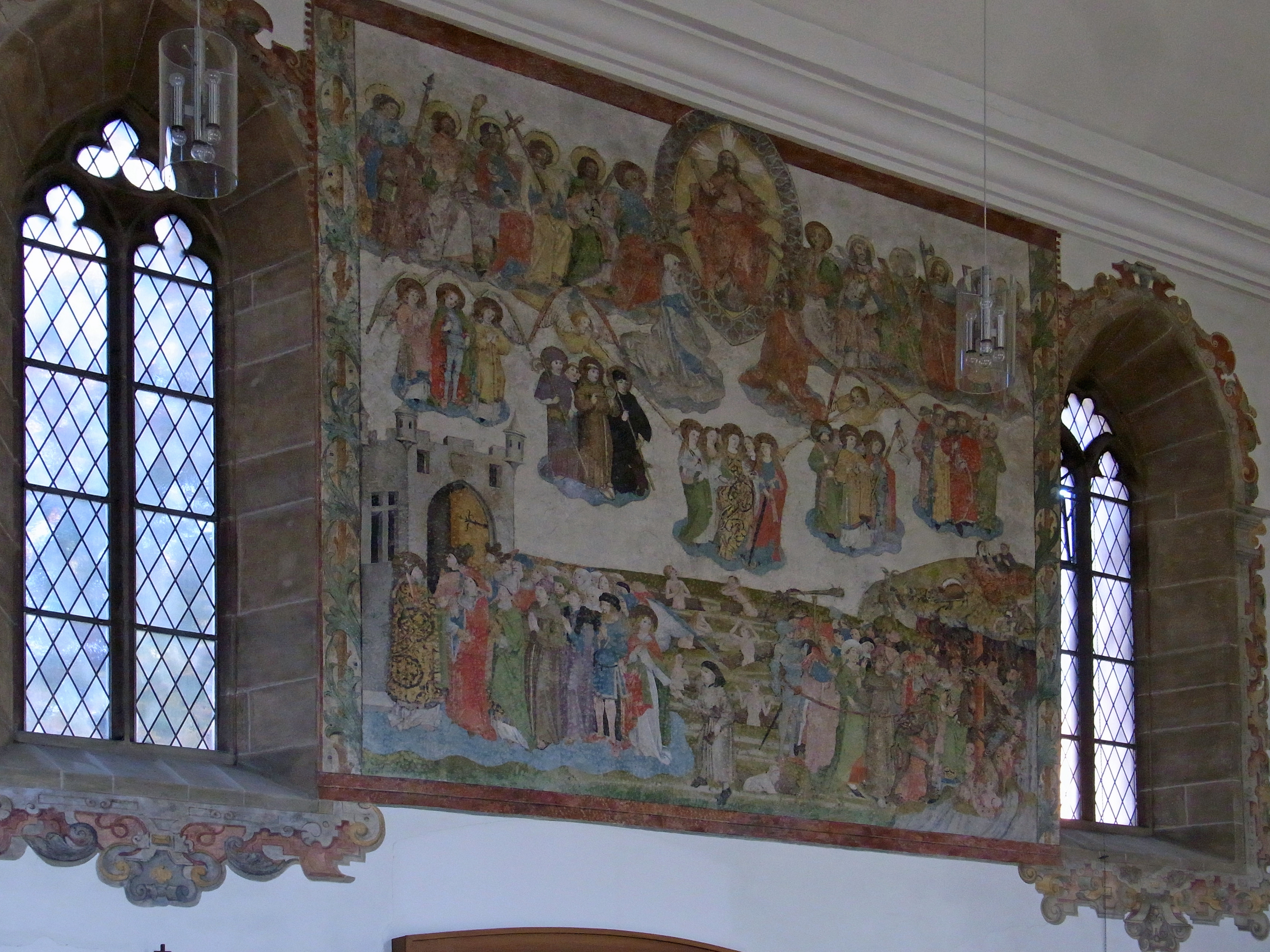
Fresko Weltgericht, um 1480